# Jana Reinermann
Jana Reinermann (* 26. September 1987) ist eine deutsche Schauspielerin, Regisseurin, Musical- und Theaterdarstellerin.

## Leben
Von 2005 bis 2007 nahm Reinermann privaten Schauspielunterricht bei Norbert Lingnau. Weitere Stationen ihrer Schauspielausbildung umfassten den US-Bundesstaat New York, Berlin, die Hamburger Stage School und Arbeit mit Thordis König. 2006 spielte Reinermann Theater im Stadttheater Cloppenburg.
Bei mehreren Filmen führte Reinermann selbst Regie, darunter The Catch und Frauendialog. Von 2009 bis 2011 war sie in verschiedenen Fernsehproduktionen zu sehen, im Jahr 2010 hatte sie in Kokowääh ihr Kinodebüt.
2011 spielte Reinermann in The Lancastrian, Smile und Twins mit. Außerdem war sie für einige Episoden in der Nickelodeon-Serie Das Haus Anubis dabei. Im Februar 2012 war Reinermann in der Sat.1-Telenovela Anna und die Liebe in einer Gastrolle zu sehen. 2012 stand sie für Til Schweigers Kinofilm Schutzengel vor der Kamera. Im Februar 2013 war sie in Kokowääh 2, der Fortsetzung von ihrem ersten Kinofilm Kokowääh, zu sehen.
Jana Reinermann singt Sopran, war von 1998 bis 2007 in einem Schulchor und von 2005 bis 2006 in einem Gospelchor aktiv. Privat spielt sie Klavier und tanzt gern klassisches Ballett und Jazz-Dance.
Jana Reinermann lebt in Berlin.

## Filmografie
Fernsehen
- 2009: Frauendialog (Regie)
- 2009: Upside Down
- 2009: Auf den zweiten Blick
- 2009: The Catch (Regie)
- 2010: Die entsetzlich große Liebe der Mücke nach unendlicher Liebe (Kurzfilm)
- 2010: Süßer Wein
- 2011: Twins
- 2011: Smile
- 2011: The Lancastrian
- 2011: Das Haus Anubis (Fernsehserie): zwei Folgen
- 2012: Anna und die Liebe (Fernsehserie): vier Folgen
- 2013: Stubbe – Von Fall zu Fall: Mordfall Maria (Fernsehserie)
- 2014: Mord auf Shetland (Shetland, Fernsehserie, Folge Raven Black: Part 2)
- 2014: Kripo Holstein – Mord und Meer: Blood op de Danzdeel (Fernsehserie)
- 2016: SOKO Wismar: Der verlorene Sohn (Fernsehserie)
- 2017: Letzte Spur Berlin: Schattenpolitik (Fernsehserie)
- seit 2017: Tiere bis unters Dach (Fernsehserie)

Kino
- 2011: Kokowääh
- 2012: Schutzengel
- 2013: Kokowääh 2
- 2013: Im weißen Rössl – Wehe Du singst!